# Rodolphe de Diepholt
Pour les articles homonymes, voir Diepholz (homonymie).
Rodolphe de Diepholt (en allemand Rudolf von Diepholz)(né vers 1390 - décédé le 24 mars 1455 à Vollenhove) a été évêque d'Utrecht de 1423 à 1455 et évêque d'Osnabrück de 1454 à 1455.
Avant d'être nommé évêque, il était chanoine à Cologne. À Utrecht, deux partis étaient en litige, les Lichtenberger et les Lockhorsten lorsqu'il fallut élire un nouvel évêque en 1423 après la mort de Frédéric de Blankenheim. Rodolphe était le candidat des Lichtenberger, et fut élu par les chapitres grâce à l'appui des villes et de la classe des chevaliers. Les Lockhorsten maintinrent pourtant leur soutien à leur candidat Zweder de Culembourg. Pour trancher le conflit, le pape Martin V nomma son protégé Raban de Helmstatt le 7 juin 1424. Celui-ci se retira, à la suite de quoi le pape nomma Zweder le 6 février 1425.
Ainsi, ce que l'on a appelé le schisme d'Utrecht (nl) devint réalité. Zweder s'est imposé dans la violence, mais fut chassé de la ville en 1426 par les Lichtenbergers. Rodolphe fut excommunié par le pape, mais réussit à se maintenir, bien que Zweder pouvait au début compter sur l'appui du duc Philippe le Bon (qui était de surcroît comte de Hollande) et du duc de Gueldre.
Rodolphe parvint pourtant à conclure un accord avec les deux souverains voisins. Lorsque le pape Eugène IV (le successeur de Martin) reconnut Rodolphe à son tour, le 10 décembre 1432, ce dernier put officiellement être intronisé évêque en 1433. Après la mort de Zweder la même année, Walraven van Meurs présenta sa candidature contre celle de Rodolphe, soutenu par le Concile de Bâle. Il abdiqua en 1448, ce qui mit fin au schisme. Rodolphe était désormais reconnu universellement, mais au cours de la même année, il fut chassé de la ville par ses sujets qui n'approuvaient pas sa politique fiscale. Rodolphe revint en 1449 en usant de violence et maintint sa position jusqu'à son décès en 1455.
Après la mort de l'évêque d'Osnabrück Hendrik van Meurs en 1450, il s’immisça dans la lutte pour la succession qui perdura durant des années. Il essaya d'installer sur le siège épiscopal son neveu  Konrad III de Diepholt, prévôt à Osnabrück. En 1454 Rodolphe parvint à infliger une sévère défaite à ses adversaires et à accaparer lui-même la fonction de prince-évêque d'Osnabrück.
Après son décès, ce fut son neveu qui lui succéda.
Rodolphe de Diepholt encouragea la construction du Dom, la Cathédrale Saint-Martin d'Utrecht, et y fut enterré dans une chapelle portant son nom.